# Bob Good
Robert George "Bob" Good, född 11 september 1965 i Wilkes-Barre i Pennsylvania, är en amerikansk politiker (republikan). Han var ledamot av USA:s representanthus 2021–2025.
Good fick ledarskapet av den högerrepublikanska grupperingen Freedom Caucus från början av år 2024. Han stödde Ron DeSantis mot Donald Trump i republikanernas primärval inför presidentvalet i USA 2024. I primärvalet inför kongressvalet 2024 stödde Trump Goods utmanare John McGuire. Good förlorade knappt och resultatet stod sig också efter en omräkning som han själv fick bekosta. Good avgick som ordförande för Freedom Caucus 17 september 2024 och efterträddes av Andy Harris.